# Владислав Ходасевич
Владисла̀в Фелициа̀нович Ходасѐвич (на руски: Владислав Фелицианович Ходасевич) е руски поет и литературен критик.
Роден е на 28 май (16 май стар стил) 1886 година в Москва в семейството на фотограф с полски благороднически произход. Постъпва в Московския университет, но не се дипломира, а се включва активно в московските литературни кръгове и започва да публикува стихове. След Първата световна война се сближава с писателя Максим Горки, през 1922 година заминава за Берлин, а през 1925 година – за Париж, където е сред известните писатели в руските емигрантски среди.
Владислав Ходасевич умира на 14 юни 1939 година в Париж.